# Tramlijn 22 (Rotterdam)
Tramlijn 22 is een tramlijn in de Nederlandse stad Rotterdam. De tramlijn wordt gebruikt door het Rotterdams Openbaar Vervoer Museum en is daarmee geen reguliere tramlijn op het tramnetwerk van Rotterdam. Voordat lijnnummer 22 in 2025 toegekend werd aan het museum was het tussen 1930 en 1968 en rond 2000 een reguliere tramdienst. De tramlijn is een pendeldienst tussen halte Rotterdam Centraal en het museum. 

## Geschiedenis

### Eerste lijn
De lijn werd ingesteld op 24 maart 1930 van de Avenue Concordia in Kralingen naar de Walenburgerweg. Afgezien van de periode 1 juli 1936 tot 1 september 1937, toen de lijn tijdelijk door lijn 15 was vervangen, bleef deze route ook na de Tweede Wereldoorlog zo. Na herindienstselling in 1945 was het eindpunt op de 's-Gravenweg. 
Vanaf 1 december 1947 was de route Avenue Concordia - Oudedijk – Vlietlaan – Goudse Rijweg - Boezemsingel - Boezemstraat – Pijperstraat – Crooswijksestraat – Zaagmolendrift – Zaagmolenstraat – Bergweg – Walenburgerweg – Statenweg – Statentunnel – Henegouwerlaan – Eerste Middellandstraat - Middellandplein – Tweede Middellandstraat – Vierambachtstraat – Van Heusdenstraat – G.J. Mulderstraat.

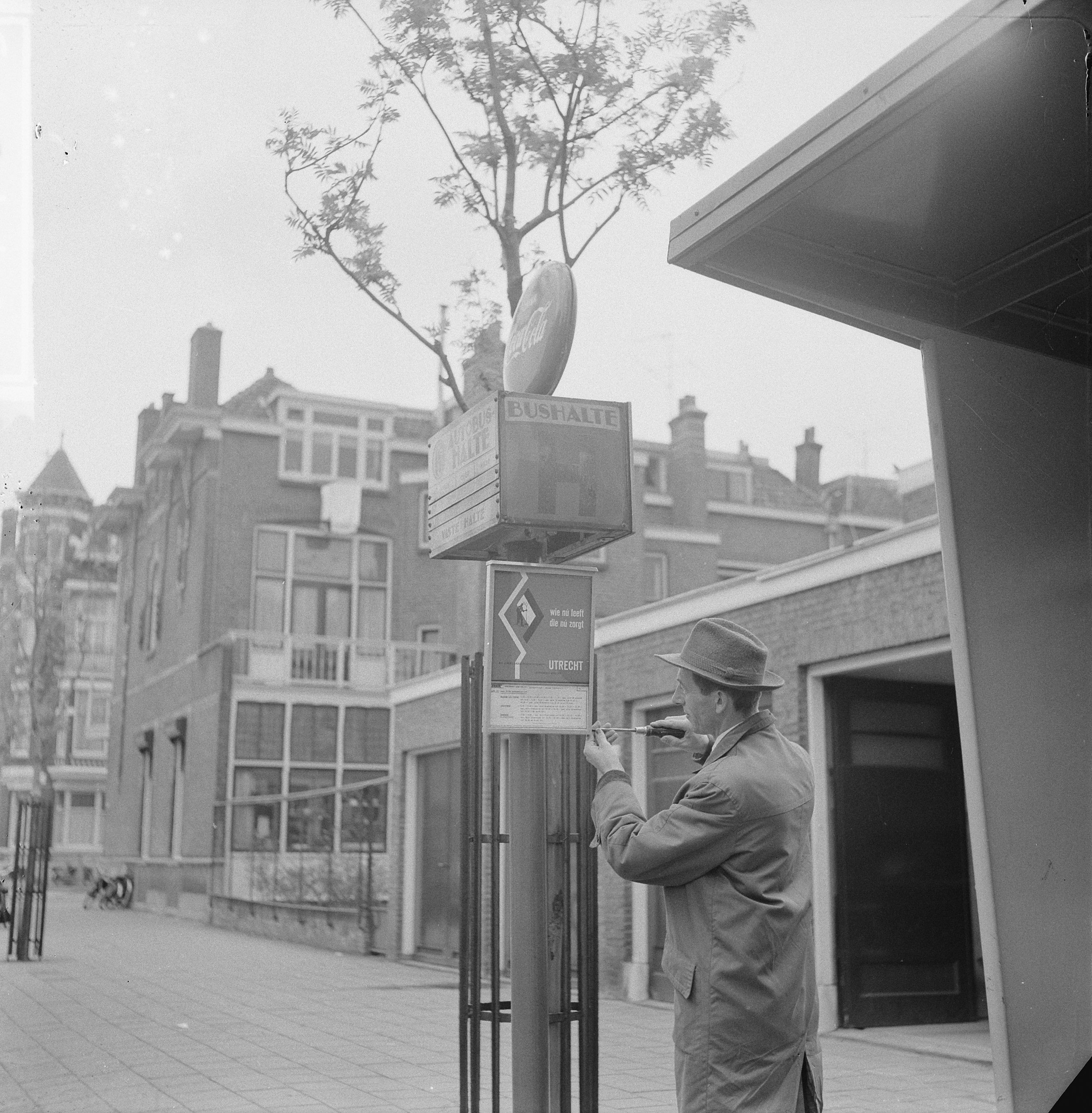
standplaats Avenue Concordia anno 1965.

In 1956 ging lijn 22 gebruikmaken van de lus Voorschoterlaan – Concordiastraat – Avenue Concordia. Deze lus werd aangelegd met het oog op de instroming van eenrichtingswagens van de serie 1-15 die in 1957 in dienst kwamen.
Na de grote reorganisatie van het tramnet bij gelegenheid van de indienststelling van de metro in 1968 bleef de lijn aanvankelijk ongewijzigd. Op 8 juni 1968 werd lijn 22 echter vervangen door lijn 9 en de route tussen de Avenue Concordia en de Middellandstraat overnam. De route via Walenburgerweg werd vervangen door Schiekade, Provenierssingel, Proveniersplein (= achterzijde Centraal Station), Stationssingel en Walenburgerweg. Vanaf het Middellandplein volgde lijn 9 de voormalige route van lijn 15 naar het Hudsonplein.

### Tweede lijn
De tweede tramlijn 22 reed per 28 augustus 2000 als versterkingslijn in de ochtend- en avondspits op het drukste stuk van tramlijn 20, tram 20 reed toen nog door tot Beverwaard. De route liep vanaf het Centraal Station naar station Lombardijen. Door de onregelmatige dienstuitvoering, waarbij de trams vlak achter elkaar reden, besloot men alle beschikbare trams op het hele traject van lijn 20 in te zetten waardoor de regelmaat werd verbeterd en het lijnnummer 22 weer verviel.